# Trần Sỹ Thanh
Trần Sỹ Thanh (sinh năm 1971) là chính khách Việt Nam. Ông hiện đang là Uỷ viên Trung ương Đảng, Phó Bí thư Thành uỷ Hà Nội, Chủ tịch Uỷ ban nhân dân Thành phố Hà Nội.
Ông từng giữ các chức vụ như: Phó Tổng giám đốc Kho bạc Nhà nước Việt Nam, Phó Chủ tịch Ủy ban nhân dân tỉnh Đắk Lắk, Phó Bí thư Tỉnh ủy Đắk Lắk, Phó Chủ nhiệm Ủy ban Kiểm tra Trung ương, Bí thư Tỉnh ủy Bắc Giang, Bí thư Tỉnh ủy Lạng Sơn, Phó Trưởng ban Kinh tế Trung ương, Chủ tịch Hội đồng thành viên Tập đoàn Dầu khí quốc gia Việt Nam, Phó Chủ nhiệm Văn phòng Quốc hội, Tổng Kiểm toán Nhà nước.

## Thân thế
Trần Sỹ Thanh sinh ngày 16 tháng 3 năm 1971, nguyên quán tại xã Thanh Giang, huyện Thanh Chương, tỉnh Nghệ An..

## Giáo dục
Ông có trình độ học vấn trên đại học, có trình độ chính trị Cao cấp lí luận chính trị.
Ông có trình độ chuyên môn là Đại học Tài chính Kế toán (nay là Học viện Tài chính).

## Sự nghiệp
Ông gia nhập Đảng Cộng sản Việt Nam vào ngày 3/06/1995, lúc 24 tuổi.
Ngày 5 tháng 2 năm 2004, lúc 33 tuổi, ông được bổ nhiệm giữ chức Chánh Văn phòng Kho bạc Nhà nước Việt Nam.
Ba năm sau, lúc 36 tuổi, trước khi được điều chuyển tham gia Tỉnh ủy Đắk Lắk, ông giữ chức Phó Tổng giám đốc Kho bạc Nhà nước Việt Nam.
Ngày 12 tháng 11 năm 2008, lúc 37 tuổi, ông được Thủ tướng Nguyễn Tấn Dũng phê chuẩn bổ nhiệm vào chức vụ Phó Chủ tịch Ủy ban nhân dân tỉnh Đắk Lắk.
Ngày 3 tháng 10 năm 2010, tại Đại hội Đại biểu Đảng bộ tỉnh Đắk Lắk lần thứ XV, ông được bầu giữ chức Phó bí thư Tỉnh ủy Đắk Lắk và làm đại biểu tham dự Đại hội Đảng Cộng sản Việt Nam lần thứ XI. Tại Đại hội Đảng toàn quốc, ông được bầu làm Ủy viên dự khuyết Ban Chấp hành Trung ương, tham gia Ủy ban Kiểm tra Trung ương
Ngày 4 tháng 6 năm 2012, lúc 41 tuổi, ông thôi tham gia Ủy ban Kiểm tra Trung ương để tham gia Ban Chấp hành, Ban Thường vụ và giữ chức Bí thư Tỉnh ủy Bắc Giang nhiệm kỳ 2010 - 2015 thay người tiền nhiệm là ông Nông Quốc Tuấn về giữ chức Phó Chủ nhiệm Ủy ban Dân tộc.
Ngày 11 tháng 1 năm 2015, tại Hội nghị lần thứ 10, Ban Chấp hành Trung ương Đảng (Khóa XI) đã bầu bổ sung ông vào Ủy ban Kiểm tra Trung ương Đảng (Khóa XI). Đến ngày 13 tháng 2 năm 2015, ông được bổ nhiệm làm Phó Chủ nhiệm Ủy ban kiểm tra Trung ương.
Tuy nhiên chỉ 8 tháng sau, ông lại được Bộ Chính trị điều động làm Bí thư Tỉnh ủy Lạng Sơn và chính thức nhận chức vụ này từ ngày 28 tháng 10 năm 2015.
Sáng 24/12/2017 tại TP Lạng Sơn diễn ra Hội nghị triển khai các Quyết định của Bộ chính trị về công tác cán bộ. Ông được điều động về Ban kinh tế TƯ; giữ chức vụ Phó Trưởng Ban kinh tế Trung ương, kiêm Bí thư Đảng ủy, Chủ tịch Hội đồng thành viên tập đoàn dầu khí quốc gia Việt Nam.
Tại Quyết định số 2314-QĐNS/TW ngày 23-8, Bộ Chính trị quyết định: Ông Trần Sỹ Thanh, Ủy viên Trung ương Đảng, Phó Trưởng ban Kinh tế Trung ương, Ủy viên Ban Thường vụ Đảng ủy Khối Doanh nghiệp Trung ương, Bí thư Đảng ủy, Chủ tịch Hội đồng thành viên Tập đoàn Dầu khí quốc gia Việt Nam (PVN) thôi giữ chức Phó Trưởng ban Kinh tế Trung ương, Ủy viên Ban Chấp hành, Ủy viên Ban Thường vụ Đảng ủy Khối Doanh nghiệp Trung ương nhiệm kỳ 2015 – 2020. Ông Thanh được điều động, phân công đến công tác tại Văn phòng Quốc hội và chỉ định giữ chức Ủy viên Đảng đoàn Quốc hội khóa XIV.
Ngày 26 tháng 8 năm 2020, đại hội đại biểu Đảng bộ cơ quan Văn phòng Quốc hội lần thứ XIV đã bầu Ban chấp hành nhiệm kỳ 2020 - 2025, Ông Trần Sỹ Thanh được Ban chấp hành Đảng bộ cơ quan Văn phòng Quốc hội bầu làm Bí thư Đảng ủy, nhiệm kỳ 2020-2025.
Ngày 30 tháng 1 năm 2021, Tại Đại hội đại biểu toàn quốc lần thứ XIII của Đảng, đồng chí được bầu là Ủy viên Ban Chấp hành Trung ương Đảng Cộng sản Việt Nam khoá XIII, nhiệm kỳ 2021-2026.

### Tổng Kiểm toán Nhà nước
Ngày 7 tháng 4 năm 2021, Tại kỳ họp thứ 11, Quốc hội khóa XIV, Quốc hội thông qua nghị quyết bầu ông Trần Sỹ Thanh - Ủy viên Trung ương Đảng, Phó Chủ nhiệm Văn phòng Quốc hội giữ chức vụ Tổng Kiểm toán Nhà nước với 462/462 đại biểu có mặt tán thành (chiếm 96,25% tổng số đại biểu Quốc hội).
Ngày 21 tháng 7 năm 2021, Tại kỳ họp thứ nhất, Quốc hội khóa XV, Quốc hội thông qua nghị quyết bầu ông Trần Sỹ Thanh - Ủy viên Trung ương Đảng, Tổng Kiểm toán Nhà nước khóa XIV tiếp tục được Quốc hội bầu giữ vị trí Tổng Kiểm toán Nhà nước khóa XV, nhiệm kỳ 2021-2026.

### Thành phố Hà Nội
Ngày 15 tháng 7 năm 2022, tại trụ sở Thành uỷ Hà Nội đã diễn ra hội nghị công bố quyết định của Bộ Chính trị về công tác cán bộ. Theo đó, ông Trần Sỹ Thanh, Ủy viên Trung ương Đảng, Bí thư Ban Cán sự Đảng, Tổng Kiểm toán Nhà nước thôi giữ chức Bí thư Ban cán sự Đảng Kiểm toán Nhà nước để điều động, phân công, chỉ định tham gia Ban Chấp hành, Ban Thường vụ và giữ chức Phó Bí thư Thành ủy Hà Nội nhiệm kỳ 2020-2025.
Ngày 22 tháng 7 năm 2022, tại kỳ họp thứ 8 Hội đồng nhân dân thành phố Hà Nội khóa XVI, nhiệm kỳ 2021-2026, các đại biểu Hội đồng nhân dân thành phố đã biểu quyết bầu ông Trần Sỹ Thanh, Phó Bí thư Thành ủy Hà Nội làm Chủ tịch Ủy ban nhân dân thành phố Hà Nội nhiệm kỳ 2021-2026.

## Phát biểu
- Về vấn đề chậm giải quyết đất dịch vụ của người dân trên địa bàn huyện Mê Linh đã kéo dài trong hàng chục năm qua: "Mình chẳng dính dáng gì mình không sợ. Mình trong veo thì sợ cái gì." [11]
- Ngày 14/10/2024, khi tham dự hội nghị các thị trưởng ASEAN tại Lào, ông có phát biểu gây phản ứng từ dư luận là "Hà Nội hiện không có người ăn xin ăn mày, không có người vô gia cư" [12]